# Quartieri di Riga
Da prima dell'indipendenza della Repubblica di Lettonia, Riga non ha mai avuto ufficialmente una divisione territoriale dettagliata oltre alle 6 suddivisioni amministrative, tuttavia, Riga era stata divisa in 47 quartieri, che non erano accertati e probabilmente erano un numero maggiore.
Nel 2008, Il Consiglio comunale di Riga ha iniziato il lavoro sulla definizione dei quartieri della città che però non è stata ancora realizzata, ma quando questo sarà fatto, Riga sarà composta da 58 quartieri.

## Quartieri più popolati
Riga ha parecchi quartieri abitati da almeno 20 000 persone, ma senza dubbio esistono anche quartieri abitati di meno, e anche alcuni che contano solo qualche centinaia di persone.

## 20.000 - 50.000
I quartieri che contano più di 20 000 abitanti: Purvciems, Ķengarags, Imanta, Pļavnieki, Ziepniekkalns, Maskavas forštate, Centrs, Teika, Āgenskalns, Jugla, Vecmīlgrāvis, Iļģuciems, Zolitūde, Dārzciems

## 10.000 - 20.000
I quartieri che hanno tra i 10 000 e 20 000 abitanti: Sarkandaugava, Bolderāja, Brasa, Grīziņkalns, Dzirciems

## 5.000 - 10.000
I quartieri che sono abbastanza abitati ma non superano 10 000 abitanti: Zasulauks, Daugavgrīva, Čiekurkalns, Bieriņi, Torņakalns, Šampēteris